# Gare de Zichyújfalu
La gare de Zichyújfalu (hongrois : Zichyújfalu vasútállomás, prononcé [ˈziʧiuːjfɒlu ˈvɒʃuːtaːlːomaːʃ]) est la gare ferroviaire de Zichyújfalu. Elle permet la desserte de Székesfehérvár et Pusztaszabolcs.